# Pulo Ara Geudong Teungoh
Pulo Ara Geudong Teungoh is een bestuurslaag in het regentschap Bireuen van de provincie Atjeh, Indonesië. Pulo Ara Geudong Teungoh telt 3407 inwoners (volkstelling 2010).